# Crepidula williamsi
Crepidula williamsi is een slakkensoort uit de familie van de Calyptraeidae. De wetenschappelijke naam van de soort is voor het eerst geldig gepubliceerd in 1947 door Coe.